# 1 Monocerotis
1 Monocerotis, eller V474 Monocerotis, är en pulserande variabel stjärna av Delta Scuti-typ (HADS) i Enhörningens stjärnbild.
Stjärnan varierar mellan visuell magnitud +5,94 och 6,31 med en period av 0,136126 dygn eller 3,2670 timmar. Den klassificeras som en HADS-stjärna eftersom perioden ligger mellan 0,01 och 0,2 dygn.

1 Monocerotis befinner sig på ett avstånd av ungefär 295 ljusår.